# Sainte-Catherine (Courtrai)
Sainte-Catherine, Cappelle-Sainte-Catherine ou Sente (en néerlandais :  Sente, Sint-Katrien ou Sint-Katharina), est un village et une paroisse situé au tripoint des frontières des sections de Lendelede, Cuerne et Heule (commune de Courtrai). Le village porte le nom de sainte Catherine d'Alexandrie. 
Le hameau a été créé à l'intersection de l'ancienne route de liaison Courtrai-Roulers avec la route de Heule. La paroisse a été reconnue en 1870. L'église néo-romane Sainte-Catherine de 1879 se trouve sur le territoire de Cuerne, l'école sur Lendelede et la majeure partie du village se trouve sur le territoire de Heule (Courtrai). Cela crée un certain nombre de problèmes uniques, comme la fabrique d'église qui relève de trois communes. 
Jusqu'en 1955, le village avait une gare le long de la ligne de chemin de fer Courtrai-Bruges. 
Dans le passé, la production de lin était la plus grande activité agricole de Sainte-Catherine. En partie à cause des bombardements de la Seconde Guerre mondiale, mais également plus dans les années 1970, cela a été considérablement réduit. Maintenant, il y a toujours une entreprise. 
À partir de 1970, des zones résidentielles se sont construites, d'abord principalement sur le territoire de Lendelede, puis sur le territoire de Cuerne. Cela a permis à Sente de devenir un village autonome avec sa propre école primaire, son propre cimetière, sa troupe du Chiro, sa troupe de théâtre (Trienewup) et de nombreuses autres associations. Dans le centre de Sente, il y a des commerces tels qu'un supermarché, une boulangerie, une boucherie, deux friteries et un café. 
Piet Huysentruyt est originaire de Sainte-Catherine. 